# Notiphila umbrosa
Notiphila umbrosa är en tvåvingeart som beskrevs av Drake 2001. Notiphila umbrosa ingår i släktet Notiphila och familjen vattenflugor. Inga underarter finns listade i Catalogue of Life.